# Лейман, Джейк
Джейк Дуглас Лейман (англ. Jake Douglas Layman; род. 7 марта 1994 года в Норвуде, штат Массачусетс, США) — американский баскетболист, выступающий за клуб «Манреса». Играет на позиции лёгкого форварда. В 2016 году на драфте НБА был выбран командой «Орландо Мэджик» под общим 47-м номером.

## Школа и колледж
Родился в Норвуде, штат Массачусетс и начал играть в баскетбол в региональной школе короля Филиппа. Несмотря на свой рост (206 см) предпочитал играть в основном на периметре. Выступал в различных лигах на любительском уровне. На втором году в старшей школе в среднем набирал 26 очков, пять блок-шотов, а также отдавал четыре результативные передачи. В рейтингах ESPN на позиции лёгкого форварда игрок рассматривался на 17 позиции в стране и 3 в штате Массачусетс. Согласно рейтингу HockomockSports.com, в 2012 году назван игроком года среди юношей своего возраста. Также в 2012 году был выбран MVP в лиге Hockomock.
Попал в Колледж Парк (Мэриленд) и как новичок набирал в среднем 5,5 очка за игру в среднем за 17 игр в составе. Первоначально его игра строилась на трёхочковых, а сам он предпочитал позицию атакующего защитника. Лейман привлек внимание длинными вьющимися волосами, которые начал отращивать в колледже. Завёл даже аккаунт в Twitter для своих волос. На втором году обучения его показатели выросли до 11,7 очка и 5 подборов в среднем за игру. За сезон реализовал 61 трёхочковых и совершил 27 блок-шотов. После такого персонального роста игрок начал тренироваться индивидуально у Дэвида Аткинса, а также тренера выпускников Джона Ослендера.
В колледже по основным показателям игрока сравнивали с Чендлером Парсонсом. В основном, это связано с хорошим трёхочковым броском и возможностями эффективной игры на подборе.

## Профессиональная карьера
23 июня 2016 года Лейман был выбран на драфте НБА командой «Орландо Мэджик» под общим 47-м номером. В тот же день был продан в «Портленд Трэйл Блэйзерс». 6 июля подписал с командой контракт и принял участие в Летней лиге НБА. Дебютировал в НБА 1 ноября 2016 года, набрав 17 очков за восемь минут игрового времени, однако его команда проиграла «Голден Стэйт Уорриорз» со счётом 127-104. Реализовал пять трёхочковых бросков с игры, став первым игроком «Портленда», который дебютировал с таким результатом, а также остановился в одном броске от рекорда клуба по трёхочковым за одну четверть.

## Международная карьера
В 2012 году Лейман попал в юношескую сборную США (U-18), которая в финале Кубка Америки ФИБА обыграла сверстников из Бразилии. Из-за травмы Сэма Деккера получил на турнире больше игрового времени, чем ожидалось. В среднем за 12 минут на площадке набирал около 8 очков и совершал четыре подбора. В метче открытия против команды Мексики Лейман набрал наибольшее количество очков в команде - 18.

## Личная жизнь
Лейман живет в Рентхэме, Массачусетс с четырьмя братьями - Коннором, Джимми, Райаном и Кайлом. Родители, Тим и Клэр, выступали за Университет Мэна в Ороно. В июле 2018 года Джейк обручился с подругой детства.

## Статистика

### Статистика в НБА
| Сезон                                                                                    | Команда   | Регулярный сезон | Регулярный сезон | Регулярный сезон | Регулярный сезон | Регулярный сезон | Регулярный сезон | Регулярный сезон | Регулярный сезон | Регулярный сезон | Регулярный сезон | Регулярный сезон | Серия плей-офф | Серия плей-офф | Серия плей-офф | Серия плей-офф | Серия плей-офф | Серия плей-офф | Серия плей-офф | Серия плей-офф | Серия плей-офф | Серия плей-офф | Серия плей-офф |
| Сезон                                                                                    | Команда   | GP               | GS               | MPG              | FG%              | 3P%              | FT%              | RPG              | APG              | SPG              | BPG              | PPG              | GP             | GS             | MPG            | FG%            | 3P%            | FT%            | RPG            | APG            | SPG            | BPG            | PPG            |
| ---------------------------------------------------------------------------------------- | --------- | ---------------- | ---------------- | ---------------- | ---------------- | ---------------- | ---------------- | ---------------- | ---------------- | ---------------- | ---------------- | ---------------- | -------------- | -------------- | -------------- | -------------- | -------------- | -------------- | -------------- | -------------- | -------------- | -------------- | -------------- |
| 2016/17                                                                                  | Портленд  | 35               | 1                | 7,1              | 29,2             | 25,5             | 76,5             | 0,7              | 0,3              | 0,3              | 0,1              | 2,2              | 2              | 0              | 8,0            | 50,0           | 100,0          | 50,0           | 0,5            | 0,5            | 0,5            | 0,0            | 3,0            |
| 2017/18                                                                                  | Портленд  | 35               | 1                | 4,6              | 29,8             | 20,0             | 66,7             | 0,5              | 0,3              | 0,2              | 0,1              | 1,0              | 1              | 0              | 7,9            | 100,0          | 0,0            | 0,0            | 1,0            | 1,0            | 2,0            | 0,0            | 6,0            |
| 2018/19                                                                                  | Портленд  | 71               | 33               | 18,7             | 50,9             | 32,6             | 70,4             | 3,1              | 0,7              | 0,4              | 0,4              | 7,6              | 6              | 0              | 3,4            | 14,3           | 0,0            | 75,0           | 0,7            | 0,0            | 0,0            | 0,0            | 0,8            |
| 2019/20                                                                                  | Миннесота | 23               | 2                | 22,0             | 45,3             | 33,3             | 75,0             | 2,5              | 0,7              | 0,7              | 0,4              | 9,1              | Не участвовал  | Не участвовал  | Не участвовал  | Не участвовал  | Не участвовал  | Не участвовал  | Не участвовал  | Не участвовал  | Не участвовал  | Не участвовал  | Не участвовал  |
|                                                                                          | Всего     | 164              | 37               | 13,7             | 45,6             | 30,9             | 72,4             | 1,9              | 0,5              | 0,4              | 0,3              | 5,3              | 9              | 0              | 4,9            | 42,9           | 16,7           | 66,7           | 0,7            | 0,2            | 0,3            | 0,0            | 1,9            |
| Наведите курсор мыши на аббревиатуры в заголовке таблицы, чтобы прочесть их расшифровку. |           |                  |                  |                  |                  |                  |                  |                  |                  |                  |                  |                  |                |                |                |                |                |                |                |                |                |                |                |